# 北朝鮮拉致問題
北朝鮮拉致問題（きたちょうせんらちもんだい）は、北朝鮮工作員が他国民を密かに北朝鮮へ拉致したとされる事件を受けて、拉致被害者と思われる失踪者を探す者ないし所属国が、情報提供ひいては拉致被害者の帰国を、北朝鮮政府に対して求めている問題。および、これらの交渉に関連した諸問題を指す。2020年12月現在、北朝鮮は日本を含む少なくとも世界12の国と地域から拉致を行っていると報じられている。

## 概要

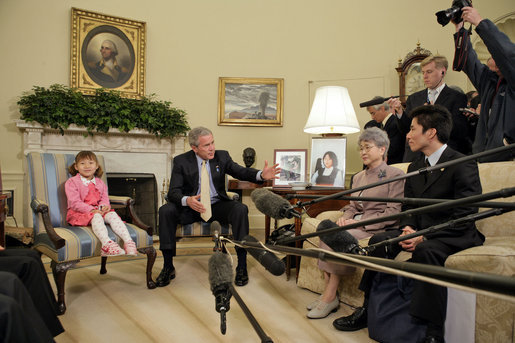
2006年4月、ジョージ・W・ブッシュアメリカ合衆国大統領に拉致被害者奪還の協力を求める横田めぐみの母・弟と脱北者少女キム・ハンミ

1946年7月31日、北朝鮮の指導者金日成は南朝鮮からインテリを連れてくることを指示した。これが、北朝鮮による韓国人拉致問題の始まりである。韓国人の拉致被害者は500人近くにおよぶとみられる。日本に関連する問題については、ここでも随時触れているが、より詳しくは北朝鮮による日本人拉致問題を参照のこと。
北朝鮮指導者が拉致をおこなったねらいはわかりにくい部分もあるが、当初、計画的なものとしては拉致の目的はスパイ養成のための教育係とする意図があったと考えらえる。朝鮮戦争後の1953年以降、北朝鮮は韓国人を相次いで拉致した。北朝鮮は、1969年には韓国の国内航空便をハイジャックし元山市に着陸、39人を帰国させたが11名の韓国人は解放されなかった。北朝鮮の元工作員安明進の証言によれば、多くの韓国人拉致被害者が、平壌市北東の地下に掘られた巨大なトンネルのなかでスパイ教育の任務にあたらされた。「以南化環境館」と名付けられたその施設には、銀行や警察署、スーパーマーケット、高級ホテル、歓楽街まで韓国にあるものそのままに再現されていた。スパイの「韓国人化教育」にたずさわった人は80人以上におよんだが、その多くは韓国より拉致・誘拐されてきた人々であった。その他には、近隣諸国にスパイを送り込もうとした際に現場を目撃され、グループの他のメンバーらが、人民を救うために行っているとの建前から目撃者を殺して口封じをするわけにもいかず、そのまま誘拐したケースもあったといわれる。

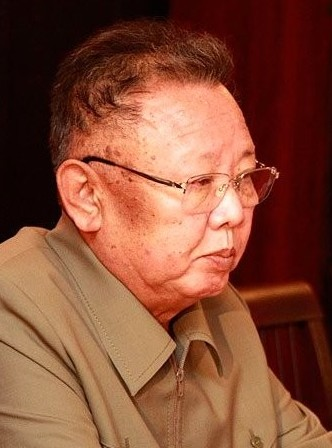
世界各地に誘拐ネットワークを張りめぐらせた「外国人コレクター」、北朝鮮の金正日

金日成存命中の1970年代半ばより、金正日はスパイ部門を率いており、西側の情報を収集するには服装や態度も完全に西側の人間にみえるような「現地化」の方針が出された。1977年、金正日は、北朝鮮の工作員たちに対し「マグジャビ」（手当たり次第）に外国人を誘拐するよう命じている。北朝鮮の工作員だった辛光洙は複数の拉致事件に関与したとされ、その被害者のひとりが横田めぐみである。日本政府は長期にわたって辛光洙の引き渡しを求めてきた。
- 1946年7月31日、金日成が連合軍軍政下の南朝鮮から知識人を連れてくることを指示。
- 1950年に朝鮮戦争勃発。7月17日、北朝鮮軍事委員会第18号決定書により50万人移送計画。

- 11月、金日成が3号庁舎拡大幹部会議において日本人拉致を承認する発言を行う。
- 12月11日、北朝鮮工作員の趙昶煕が大韓航空機YS-11ハイジャック事件を起こし乗員乗客を平壌に拉致。このハイジャック事件では、一部の乗客が返還されたが、パイロット、乗務員と乗客7人計11人が未帰還である。

- 1970年3月31日、よど号ハイジャック事件（田宮高麿らをはじめとする共産主義者同盟赤軍派に属する犯人グループ（よど号グループ）が羽田発福岡行きの日航機をハイジャックして平壌に降り立った事件）。
- 1976年、対南工作部門幹部会議において金正日は工作員の現地化教育のために外国人を積極的に拉致するよう指令。

- 8月18日、ポプラ事件（板門店で米兵がポプラの木を剪定中、金正日に命じられた北朝鮮の軍兵が集団で襲撃し、斧で米兵を殺害した事件）

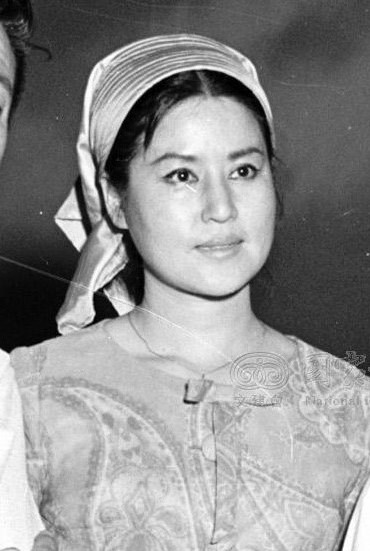
1978年、香港で拉致された韓国人女優崔銀姫（1926-2018）
----
写真は1966年のもの

- 1977年8月、韓国・全羅南道紅島から、高校生李珉校と崔承民が拉致される。

- 9月19日、石川県能登半島宇出津海岸から、警備員の久米裕（52歳）が拉致される。
- 10月21日、鳥取県米子市で会社員の松本京子（29歳）が拉致される。
- 11月15日、新潟市寄居浜付近から女子中学生の横田めぐみ（13歳）が拉致される。

- 1978年

- 1月14日、韓国の人気女優崔銀姫（51歳）が香港で拉致される。
- 6月6日、ウィーンで田中実（29歳）が拉致される。
- 6月29日、埼玉県出身の田口八重子（22歳）が拉致される。
- 7月2日、ポルトガル領マカオから、タイ人女性1名（アノーチャ・パンジョイ）と中国人女性2名（孔令譻、蘇妙珍）が拉致される。
- 7月7日、福井県小浜市から地村保志（23歳）と浜本富貴恵（23歳）が拉致される。
- 7月19日、崔銀姫の前の夫であった映画監督の申相玉（52歳）が香港で拉致される。
- 夏、レバノンの首都ベイルートでシハーム・シュライテフら4人のレバノン人女性が拉致される（レバノン人女性拉致事件）。
- 7月31日、新潟県柏崎市で蓮池薫（20歳）と奥土祐木子（22歳）が拉致される。
- 8月5日、韓国・全羅北道群山沖の島で金英男（16歳）が拉致される
- 8月12日、鹿児島県吹上町で市川修一（23歳）と増元るみ子（24歳）が拉致される。
- 8月12日、新潟県真野町で曽我ミヨシ（46歳）と曽我ひとみ（19歳）が拉致される。
- 8月20日、シンガポール人・マレーシア人拉致事件。自称日本人の男性2人がエスコートガール会社に船上パーティーへ女性の派遣を依頼し、派遣された19歳から24歳の女性が船ごと行方不明となった。拉致被害者は、マレーシア人葉玉芬（Yeng Yoke Fun、22歳）、葉美玲（Yap Me Leng、22歳）、司徒戴琴（Seetoh Tai Thim、19歳）、王玉珠（Margaret Ong Guat Choo、19歳）とシンガポール人黃錦瑛（Diana Ng KumYim、24歳）の計5名。
- 8月、韓国・全羅南道木浦沖で、高校生李明雨と洪建杓が失踪。
- 10月、ローマでルーマニア人のドイナ・ブンベア（28歳）が拉致される。

- 1979年、レバノン政府や家族からの抗議で前年に拉致されたレバノン人女性4人が解放される。
- 1980年（昭和55年）1月7日、サンケイ新聞は1面トップで「アベック3組ナゾの蒸発 外国情報機関が関与?」と報じ、暗に北朝鮮による犯行であることを示唆。1月9日には「宇出津事件」を単なる密出国事件ではなく、久米裕拉致事件として1面で報道した。

- 6月、松木薫（26歳）・石岡亨（22歳）がマドリードで拉致される。

- 1983年7月、有本恵子（23歳）が欧州で拉致される。
- 1986年3月、崔銀姫と申相玉、ウィーン滞在中にアメリカ大使館に逃げ込んで脱出成功、米国に亡命。2人は自分たちの拉致体験を著作『闇からの谺（こだま）— 北朝鮮の内幕』にまとめた。
- 1987年1月、韓国出身の申淑子（45歳）と2人の娘、呉惠媛（11歳）・呉圭媛（9歳）が耀徳強制収容所に強制収容される。

- 2月、台湾出身で大阪の日本語学校に通っていた沈静玉が拉致される。
- 11月29日、大韓航空機爆破事件。

- 1988年3月26日、参議院予算委員会で梶山静六国家公安委員長が、未遂事件をふくむ一連のアベック失踪事件が「北朝鮮による拉致による疑いが濃厚」「人権侵害、主権侵害の国家犯罪であることが充分濃厚」であり、「警察庁がそういう観点から捜査を行っている」と答弁。日本政府が初めて、北朝鮮による日本人拉致事件を認めた。しかし、当時のマスコミはこの答弁を無視して報じなかった。
- 1989年7月、韓国の民主化運動で逮捕された在日韓国人政治犯29名の釈放を嘆願する趣旨の要望書が、当時の日本社会党・公明党・社会民主連合・無所属の議員有志133名の署名とともに韓国政府へ提出された。そのなかに拉致実行犯の辛光洙の名があった。
- 1990年9月、金丸訪朝団が金日成と面談。拉致問題は話題に出なかった。三党共同宣言（「日朝関係に関する日本の自由民主党、日本社会党、朝鮮労働党の共同宣言」）。

- 7月、平壌留学中の関西大学講師李英和が朝鮮社会科学院の教官より「拉致講義」を受ける。

- 1994年7月8日、金日成死去。
- 1995年7月-8月、北朝鮮で洪水。520万人が被災（「苦難の行軍」）。

- 1997年2月3日、失踪当時13歳だった横田めぐみの拉致疑惑が表面化。

- 3月25日、脱北した元工作員（安明進）の証言で、北朝鮮が横田めぐみを拉致したことが明らかになり、家族が実名を公表して救出運動を行なうことを決断、家族会（「北朝鮮による拉致被害者家族連絡会」）が結成される。
- 4月15日、北朝鮮拉致疑惑日本人救援議員連盟（通称「拉致議連」、会長中山正暉）の結成。
- 5月1日、日本警察庁が計7件10人を拉致認定。
- 10月8日、金正日が朝鮮労働党総書記に就任。
- 11月8日、日本人配偶者第一陣が一時帰国。

- 1998年4月、「北朝鮮に拉致された日本人を救出するための全国協議会」（通称「救う会」）の結成。

- 6月5日、朝鮮赤十字会が「行方不明者は探し出せなかった」と声明。
- 8月31日、北朝鮮が弾道ミサイル「テポドン」を発射。

- 2000年4月5日、日朝国交正常化交渉再開。

- 6月13日、南北首脳会談。

- 2001年12月17日、朝鮮赤十字会が行方不明者の調査全面中止を発表

- 12月22日、九州南西海域工作船事件。海上保安庁の巡視船が東シナ海で北朝鮮工作船を銃撃し、撃沈させる。

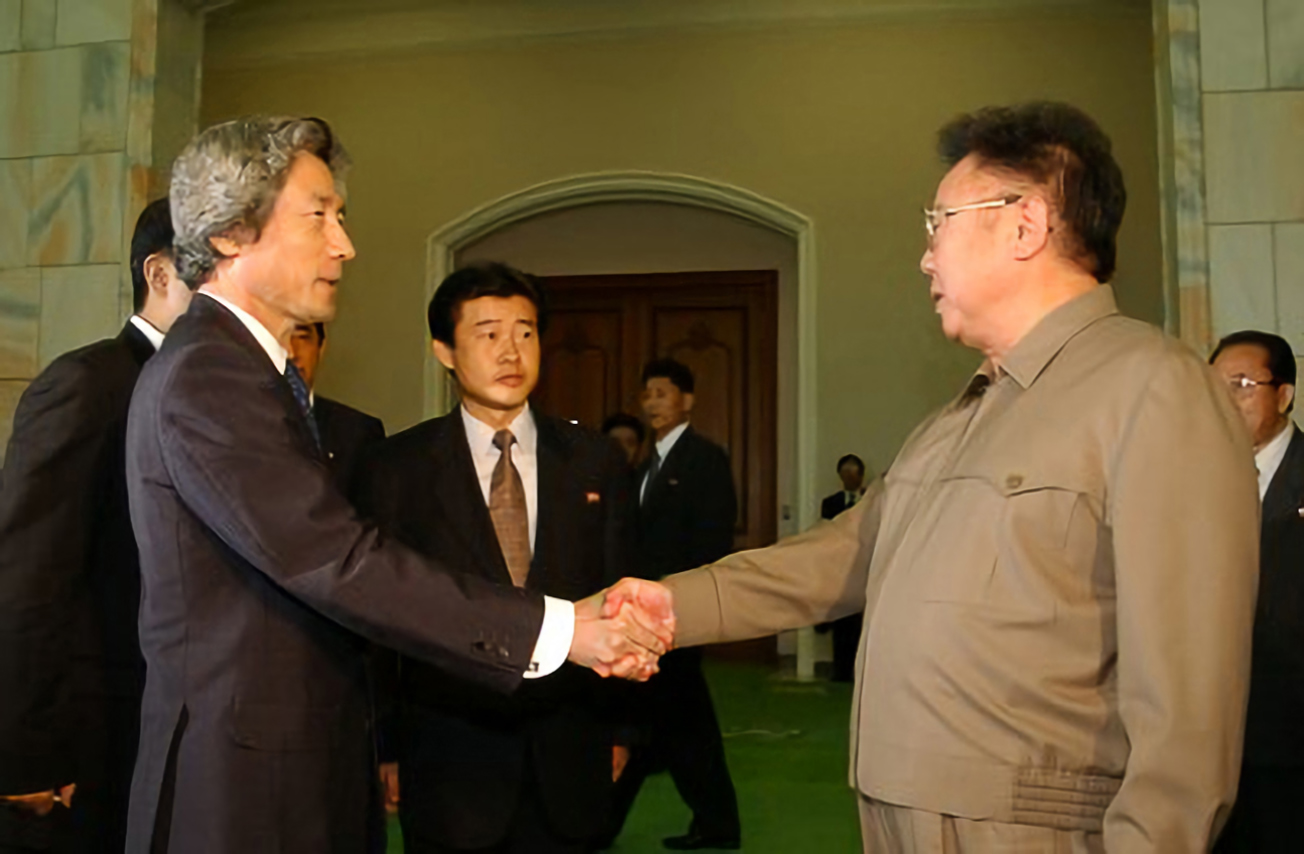
小泉純一郎と金正日（2002年9月17日）

- 2002年3月11日、よど号グループ柴田泰弘の妻だった八尾恵が東京地方裁判所で、自分がロンドンにいる有本恵子を騙して北朝鮮に連れて行ったと証言。拉致認定が8件11人に。

- 3月22日、朝鮮赤十字会が行方不明者の調査再会を発表。
- 4月11日、衆議院で「日本人拉致疑惑の早期解決を求める決議」が全会一致で採択、翌日参議院でも同様の決議が採択された。
- 4月25日、「新拉致議連」（会長石破茂）発足。
- 8月、日朝赤十字会談、外務省局長級協議開催。
- 9月17日、小泉純一郎首相の北朝鮮訪問。日朝平壌宣言。北朝鮮側が「5名生存、8名死亡」を発表。金正日は拉致事件を「一部の妄動主義、英雄主義者の仕業」であり、「祖国統一事業のために日本語教師が必要だった」として小泉首相に公式に謝罪した。
- 10月8日、警察庁が曽我ひとみ・曽我ミヨシ・石岡亨・松木薫の4人を拉致認定、計10件15人。
- 10月15日、拉致被害者5人が日本に帰国（当初は一時帰国の予定）。
- 10月29日、日朝国交正常化交渉再開（クアラルンプール）。

- 2003年1月10日、拉致された可能性を排除できない行方不明者を調べる「特定失踪者問題調査会」（通称、「調査会」）が発足。
- 2004年5月22日、小泉純一郎首相が再訪朝して第2回日朝首脳会談が開かれ、地村・蓮池夫婦の子どもたちが日本に帰国。

- 8月14日、デイヴィッド・スネドン失踪事件。中国雲南省デチェン・チベット族自治州シャングリラ市でデイヴィッド・ルイス・スネドン（24歳）が失踪。北朝鮮による拉致が濃厚と考えられている。
- 10月末、クアラルンプールでの日朝交渉の際、日本政府が非公式に松本京子、田中実の2名についての安否確認を北朝鮮に求める。北朝鮮側は、入国を確認できなかったと説明。　

- 2005年12月、国際連合が拉致をはじめとする北朝鮮の国家犯罪、人権侵害を非難する決議を初めて採択。
- 2006年9月、安倍晋三内閣が首相を本部長とする拉致問題対策本部を設置。
- 2011年9月13日、野田佳彦首相が国会演説で拉致を「我が国の主権に関わる重大な問題」と明言。

- 11月、国連に提出された「北朝鮮人権状況決議」（共同提案国は韓国、アメリカ、カナダ、オーストラリア、EU諸国、イスラエル、トルコ、パラオなど52か国）が123か国の賛成により採択された。
- 12月、金正日死去。

- 2014年2月、北朝鮮の人権に関する国連調査員会の報告書が公表される。それによれば、拉致や拷問など北朝鮮国家の最高指導者が決定した政策によって、広範囲にわたる「人道に対する罪」が行われ、現在も続いており、国際刑事裁判所（ICC）への付託を含め、北朝鮮の人権状況に対する国際社会の緊急行動を求めた。

- 5月28日、ストックホルム合意。北朝鮮が「拉致問題は解決済み」としてきた立場を改めて、「特別調査委員会」を設置し、拉致被害者を含む日本人行方不明者の調査を行うと約束。代わりに日本政府は独自の制裁措置の一部を解除することで合意。

- 2015年3月9日、マルズキ・ダルスマンが国連人権理事会に提出した北朝鮮人権状況国連特別報告書が公表され、3月27日、同理事会において、日本とEU（ヨーロッパ連合）が共同提出した北朝鮮人権状況決議案が賛成多数で採択された。
- 2021年10月18日、日本の第100代首相岸田文雄が家族会と面談し、「金正恩朝鮮労働党総書記と条件を付けず直接向き合う」意向を伝える。

## 拉致被害の広がり
全容は明らかではないが、連れ去られた被害者は韓国人・日本人のみならず、レバノンやタイ、マレーシア、中国（マカオ）でも市民を誘拐し、オランダやフランス、イタリアの市民も拉致の被害を受けた。その他、アメリカ合衆国、タイ王国、ルーマニア、ヨルダン、シンガポールの国民、また、台湾出身の中国人が含まれると見られている。合計14の国と地域におよんでおり、うち、日本、韓国、中国、タイ、レバノン、ルーマニアの6か国については拉致犯罪が確定的である。
そのうち、最大規模は韓国で、朝鮮戦争中の民間人拉致が82,959人（韓国政府調べ）、朝鮮戦争後の帰国者を除く拉致被害者が517人である。日本人は家族会・救う会の推計で約100人、そのうち、日本政府認定が17人であり、その他、渡辺秀子の子女（朝鮮籍）2名は警察が認定している。タイ人1名、レバノン人4名、中国（マカオ）人2名、ルーマニア人1名については被害者が特定されている。
マレーシア人4名、シンガポール人1名については崔銀姫の伝聞証言（うち1名はジェンキンスが目撃）、フランス人3名・イタリア人3名・オランダ人2名についてはレバノン人被害者の目撃証言、ヨルダン人1名については崔銀姫の目撃証言がある。
脱北した元北朝鮮統一戦線部幹部のチャン・チョルヒョンが、「救う会」主催の国際セミナーで報告したところによると、「世界各国から子供を拉致する金正日総書記の指令」が出され、日本だけでなく世界各地域から、北朝鮮工作員に育てる目的で、特に子供たちが拉致される事例が多かったという。2013年2月時点で、拉致被害者の出身国は14カ国にのぼる可能性が浮上している。
2002年に金正日国防委員長は小泉純一郎訪朝での日朝首脳会談の際に初めて公式に一部の拉致を認めて謝罪した。同年10月15日に拉致被害者の一部（5名）が北朝鮮から日本に帰国している。
1978年にローマで拉致されたドイナ・ブンベアの調査から、4人の米国脱走兵の4人の妻（ルーマニア人ドイナ・ブンベア、レバノン人シハム・シュライテフ、日本人曽我ひとみ、タイ人アノーチャ・バンジョイ）がすべて北朝鮮による拉致被害者であったことが判明した。2005年、ルーマニアのミハイ・ラズヴァン・ウングレアーヌ外相が北朝鮮に口頭で説明を求めたのに対し、返答がなかったことを明らかにしている。
2004年には中国雲南省旅行中に姿を消したアメリカ人男性が、拉致されたとされる。アメリカ北朝鮮人権委員会によると拉致されたのは米国人男子学生で、その直前には米下院で北朝鮮人権法が可決されたことに反発した北朝鮮が「米国人に対して行動を起こす」と警告していた。韓国拉北家族協議会代表の崔成龍によると、金正日が自分の子供たちに英語教師が必要だとして拉致の指示をしたという。この問題に関して家族会代表飯塚繁雄と山谷えり子が2012年に渡米した際、アメリカ側からこの男性はユタ州出身で、失踪には中国当局が関与していた可能性があると伝えられた。
2007年4月、日本の警察当局は、1973年に日本国内で失踪した朝鮮籍の幼い姉弟、高敬美・高剛の失踪事件を、北朝鮮による拉致事案と判断した（2児拉致事件）。日本政府は、拉致は国籍に関わらず深刻な人権侵害であり、同時に日本に対する重大な主権侵害であることから、北朝鮮に対し、「原状回復」として被害者を日本に帰還させることを求めている。

## 国連による拉致被害の調査と報告
2014年2月、国連の調査委員会は、北朝鮮による拉致や公開処刑などは人道に対する罪に当たると非難する報告書を公表した。北朝鮮による拉致の被害者は世界で20万人を超えるとした。
2015年3月16日、国連人権理事会で、北朝鮮とエリトリアの人権状況が報告された。北朝鮮の報告書はマルズキ・ダルスマンによるもので、それによると「朝鮮民主主義人民共和国政府は、報告書の信頼性を損なうことを模索する努力を惜しまなかった」。そして、北朝鮮で行われている拉致、監禁、拷問などの人権侵害を非難し、ただちに停止するよう要求した。北朝鮮は報告書を否認し、歪曲と捏造が含まれていると主張した。